# Bathygobius burtoni
Bathygobius burtoni é uma espécie de peixe da família Gobiidae.
É endémica de São Tomé e Príncipe.